# Hội đồng châu Á
Hội đồng Châu Á (tiếng Anh: Asia Council) là một tổ chức châu Á được thành lập vào năm 2016 để với vai trò là một diễn đàn cấp châu lục nhằm giải quyết những thách thức quan trọng của Châu Á và thúc đẩy hợp tác giữa các quốc gia tại Châu Á. Hội đồng có trụ sở chính tại Tokyo và các hội đồng khu vực đặt tại Doha, Thành Đô và Băng Cốc.

## Tổ chức
Hội đồng Châu Á hoạt động thông qua trụ sở chính của Hội đồng tại Tokyo, ba hội đồng khu vực và văn phòng quốc gia.

### Phòng hành chính
Hội đồng Châu Á được chia thành ba bộ phận hành chính: 
- Khu vực Đông Á có ban giám đốc khu vực tại Thành Đô.
- Khu vực Nam Á & Đông Nam Á có ban giám đốc khu vực tại Bangkok.
- Khu vực Tây Nam Á và Trung Á có ban giám đốc khu vực tại Doha.

## Quốc gia
Hội đồng Châu Á bao gồm 48 quốc gia và 6 lãnh thổ phụ thuộc.

## Diễn đàn
Hội đồng Châu Á có bảy diễn đàn. Mỗi diễn đàn có sự tham dự của các nhà hoạch định chính sách và các chuyên gia, được uỷ nhiệm để thảo luận các vấn đề liên quan đến châu Á bao gồm:
- Diễn đàn đa dạng sinh học
- Diễn đàn hợp tác kinh tế châu Á
- Diễn đàn về an ninh năng lượng
- Diễn đàn về Biến đổi khí hậu
- Diễn đàn đối thoại giữa các nền văn hoá
- Diễn đàn về Chiến lược chống khủng bố

## Học bổng
Hội đồng Châu Á tài trợ cung cấp tài chính cho sinh viên Châu Á để học cao học ở các trường đại học hàng đầu thế giới.

### Học bổng nhà lãnh đạo toàn cầu
Học bổng nhà lãnh đạo toàn cầu Hội đồng châu Á là một chương trình học bổng sau đại học quốc tế hỗ trợ sinh viên có phẩm chất lãnh đạo đặc biệt từ 48 quốc gia và 6 vùng phụ thuộc của Châu Á để tiến hành nghiên cứu sau đại học tại một số trường đại học hàng đầu thế giới ở Hoa Kỳ và Anh Quốc.

### Học bổng châu Á
Học bổng Châu Á là một chương trình học bổng sau đại học quốc tế hỗ trợ sinh viên có những phẩm chất lãnh đạo đặc biệt từ 48 quốc gia và 6 vùng phụ thuộc của Châu Á để tiến hành nghiên cứu sau đại học tại các trường đại học hàng đầu châu Á.

### Học bổng Einstein
Học bổng Einstein của Hội đồng Châu Á là một chương trình học bổng quốc tế hỗ trợ sinh viên có năng lực lãnh đạo đặc biệt từ 48 quốc gia và 6 vùng phụ thuộc châu Á để học tập tại một trong các trường Đại học Kỹ thuật Tokyo, Đại học Công nghệ Nam Dương, KAIST, Đại học Khoa học và Công nghệ Hồng Kông và Đại học Thanh Hoa.

## Ấn phẩm
Bộ phận nghiên cứu và xuất bản của hội đồng đã đưa ra nhiều nội dung về châu Á bao gồm Báo cáo An ninh Châu Á và Báo cáo Thống kê Châu Á.

### Tạp chí Asian Review
Asian Review là một tạp chí được xuất bản bởi Hội đồng châu Á. Nó bao gồm đánh giá chính trị, kinh tế và chiến lược của lục địa.

## Sự kiện

### Hội nghị bàn tròn châu Á
Hội nghị bàn tròn châu Á là một hội nghị quốc tế được tổ chức bởi Hội đồng châu Á. Cuộc họp thảo luận chi tiết một vấn đề có ý nghĩa về mặt địa chính trị đối với khu vực châu Á. Hội nghị có sự tham dự của lãnh đạo khu vực và những chuyên gia chính sách.

### Đối thoại an ninh châu Á
Đối thoại về An ninh châu Á là cuộc họp thường niên do Hội đồng châu Á tổ chức hàng năm về những vấn đề an ninh cấp bách nhất liên quan đến Châu Á.